# Lycaena epodes
Lycaena epodes är en fjärilsart som beskrevs av Hans Fruhstorfer 1916. Lycaena epodes ingår i släktet Lycaena och familjen juvelvingar. Inga underarter finns listade i Catalogue of Life.